# 홍정민
홍정민(洪貞敏, 1978년 11월 24일~)은 변호사 출신 대한민국의 정치인으로 제21대 국회의원이다.
제50회 사법시험에 합격하여 변호사 자격증을 취득하였으며, 삼성경제연구소 수석연구원으로 재직했다. 2018년 인공지능(AI) 기반의 법률 서비스를 제공하는 스타트업 기업 '로스토리 주식회사'를 설립했다.
2020년 1월 9일 더불어민주당의 6호 영입인재로 입당하였으며, 2020년 2월에 제21대 총선 경기 고양시 병 지역구에 전략공천되었다. 2020년 4월 15일 제21대 총선에서 경기 고양시 병 국회의원으로 당선되었다.

## 학력
- 안양고등학교 졸업
- 1997~2001: 서울대학교 경제학 학사
- 2006: 서울대학교 대학원 경제학 석사
- 2011: 서울대학교 대학원 경제학 박사

## 경력
- 2001~2005: (주)삼성화재
- 2005~2007: 서울대학교 경제연구소 기업경쟁력연구센터
- 2008~2009: 서울대학교 경제학부 시간강사
- 2008: 제50회 사법시험 합격
- 2011~2014: 사법연수원 수료
- 2014~2018: 삼성경제연구소 수석연구원
- 2017~: 한국법경제학회 기획이사
- 2018~2020: 안양시 인사위원회 위원
- 2018~2021. 5. 로스토리 주식회사 대표이사
- 2018~2020. 5. 로스토리 법률사무소 대표변호사
- 2019~: 한국인공지능법학회 이사
- 2019~: (사)한국핀테크연합회 자문변호사
- 2019~: 서울시 마을변호사
- 2019~: 대한변호사협회 학술위원
- 2020. 3.~2020. 9. 더불어민주당 정책위원회 부의장
- 2020년 4월 15일: 대한민국 제21대 국회의원 선거 당선(경기 고양시 병, 더불어민주당, 초선)
- 2020. 5.~2024. 5. 더불어민주당 경기도당 고양시 병 지역위원회 위원장
- 2020. 5.~2021. 4. 더불어민주당 원내대변인
- 2020. 8.~2022. 10. 더불어민주당 경기도당 홍보소통위원장
- 2022. 9.~ 더불어민주당 청년미래연석회의 의장
- 2022. 10.~ 더불어민주당 경기도당 수석대변인
- 2023. 5.~2023. 9. 더불어민주당 원내부대표

### 의정 활동
- 2020. 5.~2024. 5. 제21대 국회의원(경기 고양시 병, 더불어민주당, 초선)
  - 2020. 6.~2021. 4. 제21대 국회 전반기 운영위원회 위원
  - 2020. 6.~2020. 12. 제21대 국회 전반기 과학기술정보방송통신위원회 위원
  - 2020. 12.~2022. 5. 제21대 국회 전반기 산업통상자원중소벤처기업위원회 위원
  - 2021. 7.~2022. 2. 제21대 국회 전반기 예산결산특별위원회 위원
  - 2021. 8.~2022. 5. 제21대 국회 전반기 여성가족위원회 위원
  - 2021. 12.~2022. 6. 제21대 국회 정치개혁 특별위원회 위원
  - 2022. 3.~2022. 5. 제21대 국회 전반기 예산결산특별위원회 위원
  - 2022. 7.~2024. 5. 제21대 국회 후반기 산업통상자원중소벤처기업위원회 위원
  - 2022. 7.~2023. 6. 제21대 국회 후반기 여성가족위원회 위원
  - 2023. 2.~2024. 5. 제21대 국회 첨단전략산업 특별위원회 위원
  - 2023. 5.~2023. 10. 제21대 국회 후반기 국회운영위원회 위원
  - 2023. 11.~2023. 12. 제21대 국회 대법원장(조희대) 임명동의에 관한 인사청문특별위원회 위원

## 역대 선거 결과
| 실시년도 | 선거   | 대수 | 직책     | 선거구         | 정당         | 득표수    | 득표율          | 순위 | 당락 | 비고 |
| -------- | ------ | ---- | -------- | -------------- | ------------ | --------- | --------------- | ---- | ---- | ---- |
| 2020년   | 총선   | 21대 | 국회의원 | 경기 고양시 병 | 더불어민주당 | 80,068 표 | \| \| 54.26% \| | 1위  |      | 초선 |
|          | 54.26% |      |          |                |              |           |                 |      |      |      |

## 같이 보기
- 고양시 병
- 고양시의 국회의원
- 고양시 일산동구의 국회의원
- 고양시 일산서구의 국회의원